# Em còn nhớ hay em đã quên
Em còn nhớ hay em đã quên là một bộ phim độc lập của Việt Nam sản xuất năm 1992, do Nghệ sĩ Nhân dân Nguyễn Hữu Phần biên kịch và đồng đạo diễn với Phi Tiến Sơn. Bộ phim lấy cảm hứng từ nội dung 11 ca khúc do nhạc sĩ Trịnh Công Sơn sáng tác, phim được phát hành đem lại nhiều thành công cả về doanh thu lẫn nghệ thuật.

## Nội dung
*** Nội dung xoay quanh các nhân vật chính hoàn toàn hư cấu và chỉ mượn hình tượng Trịnh Công Sơn, Khánh Ly, Diễm,...
Trong một trận chiến Quang Sơn -một lính Việt Nam Cộng Hòa- đào ngũ về nhà, khi không còn bị quân đội truy lùng anh tìm đến nhà cô bạn gái Diễm. Nhưng Diễm đã vào miền Nam sinh sống, Sơn buồn bã rồi lên Đà Lạt ẩn dật; tại đây anh gặp Huyền My, một ca sĩ không chuyên có giọng hát đặc biệt.
Sơn nhận dạy nhạc và viết các bài hát mới cho Huyền My rồi hai người dần nảy sinh tình cảm; khả năng ca hát của Huyền My được Tuấn, một doanh nhân Sài Gòn để ý. Trong thời gian Sơn bị bỏ tù, Huyền My đã lấy Tuấn và vào Sài Gòn lập nghiệp, trở thành một ca sĩ khá nổi tiếng. Sơn ra tù thì mới biết chuyện này, anh buồn bã lang thang khắp Đà Lạt và gặp Thúy, cô bé hàng xóm ở quê bị dòng đời xô đẩy. Giai đoạn cuối của cuộc chiến, Sơn tham gia các phong trào phản chiến của sinh viên, một lần Huyền My tình cờ thấy Sơn biểu diễn trong một phóng sự, cô bắt đầu lo lắng không biết phải đối mặt với Sơn thế nào nếu có dịp gặp lại. Không lâu sau Huyền My và Tuấn rời bỏ Việt Nam, còn Sơn bất chấp nguy hiểm của bon đạn vào Sài Gòn tìm người yêu.
Sơn đến được nhà Tuấn thì họ đã dọn đi, Sơn lại lang thang ở Sài Gòn và gặp lại Diễm xưa, nay đã lập gia đình và có hai đứa con. Sau cuộc hàn huyên chuyện cũ, Sơn lại bắt đầu cuộc phiêu bạt mới và những sáng tác mới.

## Diễn viên
- Lê Công Tuấn Anh .... Nhạc sỹ Quang Sơn (Trịnh Công Sơn)

- Trương Ngọc Ánh .... Diễm (Bích Diễm)

- Hoàng Hồng Nhị .... Huyền My (Khánh Ly)

- Nguyễn Huỳnh .... Tuấn (Chồng Huyền My)

## Nhạc phim
*** Theo trình tự được hát trong phim, không tính nhạc nền không lời
| Thứ tự | Tựa đề                    | Sáng tác               | Giọng hát | Ghi chú                                |
| ------ | ------------------------- | ---------------------- | --------- | -------------------------------------- |
| 1      | Gần lại với nhau          | Trịnh Công Sơn         |           |                                        |
| 2      | Trăng                     | Mai Huệ                | Thùy Dung |                                        |
| 3      | Biết đâu nguồn cội        | Trịnh Công Sơn         | Thùy Dung | Lặp lại sau Diễm xưa                   |
| 4      | Búp bê không tình yêu     | Lời Việt: Vũ Xuân Hùng | Sơn Tuyền | Bản gốc: Poupée De Cire, Poupée De Son |
| 5      | Nắng thủy tinh            | Trịnh Công Sơn         | Thùy Dung |                                        |
| 6      | Để gió cuốn đi            | Trịnh Công Sơn         | Thùy Dung |                                        |
| 7      | Như cánh vạc bay          | Trịnh Công Sơn         | Thùy Dung |                                        |
| 8      | Diễm xưa                  | Trịnh Công Sơn         | Thùy Dung |                                        |
| 9      | Biển nhớ                  | Trịnh Công Sơn         | Thùy Dung |                                        |
| 10     | Một cõi đi về             | Trịnh Công Sơn         |           |                                        |
| 11     | Dậy mà đi                 | Nguyễn Xuân Tân        | Tốp ca    |                                        |
| 12     | Nối vòng tay lớn          | Trịnh Công Sơn         | Trung Đức |                                        |
| 13     | Tình nhớ                  | Trịnh Công Sơn         | Thùy Dung |                                        |
| 14     | Em còn nhớ hay em đã quên | Trịnh Công Sơn         | Thùy Dung |                                        |

Các bài hát nhân vật Huyền My được lồng giọng hát Thùy Dung, một số khác do ca sĩ của ban nhạc Hoa sữa và dàn nhạc của Unifilm thể hiện. Thu âm tại DIHAVINA và Studio của nhạc sĩ Phó Đức Vạn.

## Sản xuất

### Kịch bản
Giữa thập niên 1980, đạo diễn Nguyễn Hữu Phần đọc được một bài viết của Khánh Ly về Trịnh Công Sơn, vốn có sự ngưỡng mộ nên Nguyễn Hữu Phần quyết định làm phim lấy cảm hứng từ vị nhạc sĩ này. Cuối thập niên 1980, ông vào Sài Gòn tìm Trịnh Công Sơn xin phép sử dụng một số bài hát của ông để làm phim và lập tức ký hợp đồng bản quyền. Năm 1990, Nguyễn Hữu Phần nộp kịch bản nhưng bị Hãng Phim truyện Việt Nam từ chối sản xuất vì bị cho là nội dung mơ hồ.
Năm 1992, Nguyễn Hữu Phần cùng một số đồng nghiệp vay vốn tự sản xuất bộ phim.

### Quay phim
Vai diễn Quang Sơn dựa trên Trịnh Công Sơn được giao cho Lê Công Tuấn Anh, vai Diễm được giao cho diễn viên trẻ Trương Ngọc Ánh, nhưng vai diễn Huyền My lại được tuyển chọn muộn nhất. Đạo diễn Nguyễn Hữu Phần đã cầu kỳ chọn lựa một diễn viên có nét tương đồng với ca sĩ Khánh Ly, đạo diễn Nguyễn Quang Vinh, người cùng góp vốn, đã chọn được người mẫu trẻ Thanh Xuân và mau chóng ký hợp đồng, đặt cọc tiền công. Dù không hợp ý, nhưng đạo diễn Nguyễn Hữu Phần vẫn để cô người mẫu tham gia, nhưng cũng nhanh chóng hủy hợp đồng vì Thanh Xuân diễn xuất không đạt yêu cầu. Trong thời gian tìm diễn viên phù hợp, Nguyễn Hữu Phần đã cho quay các cảnh Quang Sơn phiêu bạt.
Một người đồng nghiệp tại Huế đã giới thiệu cho Nguyễn Hữu Phần một sinh viên trung cấp nghệ thuật 22 tuổi, mới ra trường, tên Hoàng Hồng Nhị; ấn tượng gặp mặt ban đầu không được tốt vì cô gái đã có hai con nên phong cách không được gọn gàng. Nguyễn Hữu Phần ra về cùng lời mời cô đến thăm phim trường khi có điều kiện, không lâu sau Hồng Nhị đến trường quay và có dịp nói chuyện với đạo diễn. Đoàn làm phim đã bí mật quay lại cuộc nói chuyện và khi xem lại thần thái của cô qua video, đạo diễn Nguyễn Hữu Phần quyết định chọn cô đóng vai Huyền My.
Bộ phim được quay trong 45 ngày, bối cảnh từ Huế, Nha Trang, Đà Lạt.

## Hậu trường
Các ca khúc trong phim do ca sĩ Thùy Dung thể hiện, lúc bấy giờ đang là sinh viên Nhạc viện Hà Nội và mới giành Giải nhất Cuộc thi hát đơn ca toàn quốc.
Khi bộ phim ra mắt, một doanh Việt kiều đã ngỏ ý mua bản quyền phát hành bộ phim tại nước ngoài nhưng muốn thay giọng hát Thùy Dung bằng giọng Khánh Ly; cả đạo diễn Nguyễn Hữu Phần và nhạc sĩ Trịnh Công Sơn đều không đồng ý và từ chối đề nghị này.
Sau thành công của bộ phim, Hoàng Hồng Nhị ấp ủ mong muốn tham gia nghệ thuật, cô đã chia tay với chồng, là một ca sĩ nghiệp dư và quyết định vào thành phố Hồ Chí Minh lập nghiệp. Tuy nhiên, sự nghiệp của cô không được nhú ý, Trương Ngọc Ánh từng bắt gặp cô làm vũ công trong một vũ trường.
Khi tham gia bộ phim, Trương Ngọc Ánh mới 17 tuổi là học sinh trường Lý Thường Kiệt.
Chiếc kính Lê Công Tuấn Anh dùng trong phim là của Trịnh Công Sơn.

## Phát hành
Là một bộ phim độc lập nên đạo diễn Nguyễn Hữu Phần đã tự mở họp báo ra mắt và đưa bộ phim đi giới thiệu khắp cả nước.
Bộ phim có kinh phí khoảng 130 triệu và thu về 170 triệu.

## Giải thưởng
Bộ phim giành được 4 giải cho hạng mục Phim video tại Liên hoan phim Việt Nam lần thứ X năm 1993:
| Năm  | Giải thưởng                        | Đề cử                  | Nhận giải        | Kết quả      | Đồng hạng                         | Chú thích |
| ---- | ---------------------------------- | ---------------------- | ---------------- | ------------ | --------------------------------- | --------- |
| 1993 | Liên hoan phim Việt Nam lần thứ 10 | Phim video             | (bộ phim)        | Bông sen bạc | Cô thủ môn tội nghiệp             | [ 10 ]    |
| 1993 | Liên hoan phim Việt Nam lần thứ 10 | Biên kịch xuất sắc     | Nguyễn Hữu Phần  | Đoạt giải    | Lê Hoàng (phim Băng qua bóng tối) | [ 10 ]    |
| 1993 | Liên hoan phim Việt Nam lần thứ 10 | Nam diễn viên xuất sắc | Lê Công Tuấn Anh | Đoạt giải    | Không                             | [ 10 ]    |
| 1993 | Liên hoan phim Việt Nam lần thứ 10 | Âm nhạc xuất sắc       | Hoàng Lương      | Đoạt giải    | Không                             | [ 10 ]    |

Với “Em còn nhớ hay em đã quên”, đạo diễn Nguyễn Hữu Phần đã chứng minh được một điều: Phim ăn khách, thu được lãi vẫn có thể là phim nghệ thuật chứ không nhất thiết phải là phim chạy theo thị hiếu khán giả. 